# Wahrenberg
Wahrenberg è una frazione di 348 abitanti del comune tedesco di Aland, situato nel land della Sassonia-Anhalt.
Fino al 31 agosto 2010 ha costituito un comune autonomo.